# South Floral Park
South Floral Park és una població dels Estats Units a l'estat de Nova York. Segons el cens del 2000 tenia 1.578 habitants.

## Demografia
Segons el cens del 2000, South Floral Park tenia 1.578 habitants, 456 habitatges, i 383 famílies. La densitat de població era de 6.092,7 habitants per km².
Dels 456 habitatges en un 35,3% hi vivien nens de menys de 18 anys, en un 54,8% hi vivien parelles casades, en un 22,1% dones solteres, i en un 16% no eren unitats familiars. En el 12,3% dels habitatges hi vivien persones soles el 5,9% de les quals corresponia a persones de 65 anys o més que vivien soles. El nombre mitjà de persones vivint en cada habitatge era de 3,46 i el nombre mitjà de persones que vivien en cada família era de 3,72.
Per edats la població es repartia de la següent manera: un 26,7% tenia menys de 18 anys, un 7,9% entre 18 i 24, un 28,5% entre 25 i 44, un 25% de 45 a 60 i un 11,9% 65 anys o més.
L'edat mediana era de 36 anys. Per cada 100 dones de 18 o més anys hi havia 87,8 homes.
La renda mediana per habitatge era de 64.205 $ i la renda mediana per família de 68.000 $. Els homes tenien una renda mediana de 36.250 $ mentre que les dones 37.292 $. La renda per capita de la població era de 21.091 $. Entorn del 0,8% de les famílies i el 2,8% de la població estaven per davall del llindar de pobresa.